# 文房四宝

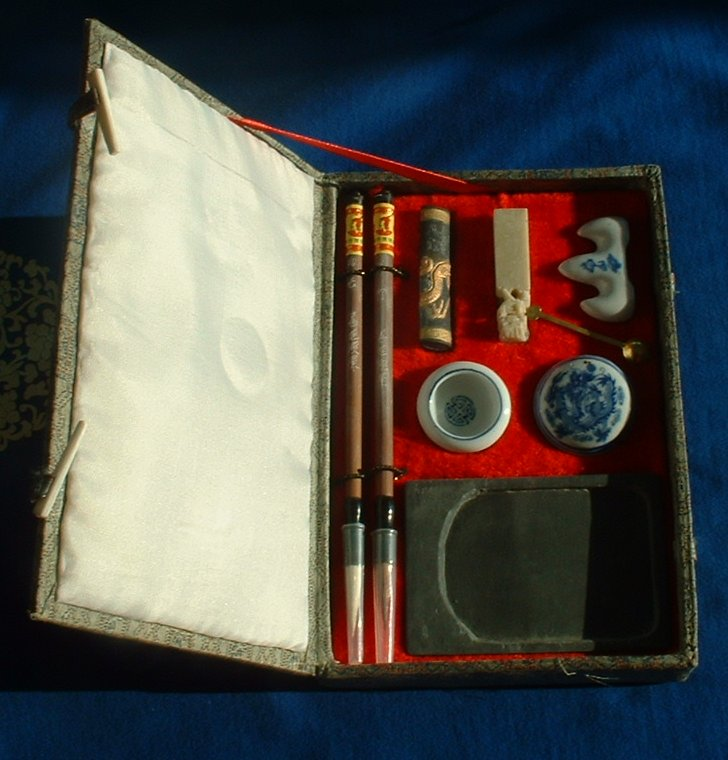
文房四宝

文房四宝（ぶんぼうしほう）は、中国文人の文房趣味のひとつで筆（ふで）・墨（すみ）・硯（すずり）・紙（かみ）の四つをさす。別に文房四友（ぶんぼうしゆう）という言い方もある。これらは文房具の中心であり、特に賞玩の対象となった。

## 概説
この四つの文房具の中でも特に硯（すずり）が重んじられ、多くの文人に愛でられる対象となった。使用しても消耗することが少なく、骨董価値が高かったためである。次に墨（すみ）・紙（かみ）という順で、筆（ふで）は新しくないと実用的でないので骨董的な価値に乏しく、愛玩の対象とはあまりならなかった。
唐代においても硯や墨の優り劣りについて論じたという記録があるが、南唐文化の影響を色濃く受けた宋代以降に文房四宝が語られることが多くなった。硯は端渓硯がもっとも有名であるが、歙州硯も同じくらい賞玩され、墨も歙州に名工と評される李超・李廷珪父子が名を馳せ、張谷もこの地に移ってきた。紙についても、歙州にて澄心堂紙という極めて良質の紙が産出された。宋初には硯・墨・紙について、歙州は代表的な生産地となっていた。これは南唐の国王である李中主・後主の親子2代にわたる工芸優遇政策によるところが大きい。工人に官位を与え俸禄を優遇したため、すぐれた人材が集まり、技術が高度化して、良い製品を継続的に生産できるようになったのである。
南唐期の文房四宝は歴代皇帝に珍重され、復元が試みられた。また、葉夢得・唐詢・欧陽脩・蘇軾・米芾・蔡襄など名高い文人、書家も重用した。

墨と硯
印章と朱肉
紙、文鎮と下敷き
筆

## 関連文献
- 蘇易簡『文房四譜』

### 硯
- 唐詢『硯録』
- 唐積『歙州硯譜』
- 米芾『硯史歙』
- 李之彦『硯譜』
- 高似孫『硯箋』
- 『歙硯浙』
- 『弁歙石説』
- 『端渓硯譜』